# Classificazione ufficiale dei vini di Bordeaux del 1855
La classificazione ufficiale dei vini di Bordeaux del 1855 venne redatta in occasione dell'Esposizione universale di Parigi dello stesso anno, quando l'imperatore Napoleone III richiese un sistema di classificazione per i migliori vini di Bordeaux, che sarebbero poi stati esposti al pubblico mondiale. I negozianti dell'industria vinicola stabilirono una classifica in funzione della reputazione degli châteaux e del loro costo di produzione, che all'epoca era direttamente proporzionale alla qualità.
I vini furono classificati in ordine di importanza dal primo al quinto cru. Tutti i vini rossi sulla lista venivano dalla regione di Médoc, ad eccezione del Château Haut-Brion di Graves, mentre i vini bianchi, allora d'importanza marginale, furono limitati alle varietà liquorose di Sauternes e Barsac, e classificati solo su due livelli. Dal 1855 a oggi furono apportate unicamente due modifiche alla classificazione: nel settembre 1856 il Cantemerle fu aggiunto al quinto cru, dal quale venne inizialmente escluso per ragioni ignote, mentre nel 1973 lo Château Mouton Rothschild ottenne di passare dal secondo al primo cru.

## Critica
Molti enologi ritengono la classificazione del 1855 largamente superata in luce dei numerosi cambiamenti che hanno interessato i terreni coltivati dalle varie aziende vinicole, le quali, nel corso degli anni, si sono espanse, ridotte o divise senza alcuna nuova classificazione, concludendo di conseguenza che essa non risulti più una guida accurata alla qualità dei vini classificati. Nonostante siano state avanzate molte proposte per aggiornare la lista, nessuna di esse è stata finora accolta, complice l'abbassamento dei prezzi per i prodotti degli châteaux eventualmente retrocessi di cru. Da quando nel 1960 Alexis Lichine cercò di revisionare la lista pubblicando lui stesso diverse edizioni di una propria classificazione non ufficiale, diversi critici cominciarono a fare altrettanto: Robert Parker redasse nel 1985 una lista delle 100 migliori aziende vinicole di Bordeaux, mentre nel 1989 Bernard e Henri Enjalbert pubblicarono L'histoire de la vigne & du vin; nessuno di loro sortì però alcun risultato.

## La classificazione di Médoc del 1855

### I vini rossi della Gironde

#### Premiers Grands Crus
- Château Lafite, ora Château Lafite Rothschild, Pauillac
- Château Latour, Pauillac
- Château Margaux, Margaux
- Haut-Brion, ora Château Haut-Brion, Pessac-Léognan, Graves
- Mouton, ora Château Mouton-Rothschild, Pauillac (elevato a rango di Premier Grand Cru Classé soltanto nel 1973)

#### Deuxièmes Crus
- Rauzan-Ségla, ora Château Rauzan-Ségla, Margaux
- Rauzan-Gassies, ora Château Rauzan-Gassies, Margaux
- Léoville, ora
  - Château Léoville-Las Cases, St.-Julien
  - Château Léoville-Poyferré, St.-Julien
  - Château Léoville-Barton, St.-Julien
- Vivens Durfort, ora Château Durfort-Vivens], Margaux
- Gruaud-Laroze, ora Château Gruaud-Larose, St.-Julien
- Lascombes, ora Château Lascombes, Margaux
- Brane, ora Château Brane-Cantenac, Cantenac-Margaux (Margaux)
- Pichon Longueville, ora
  - Château Pichon Longueville Baron, Pauillac (meglio noto come Pichon Baron)
  - Château Pichon Longueville Comtesse de Lalande, Pauillac (meglio noto come Pichon Lalande o Pichon Comtesse)
- Ducru Beau Caillou, ora Château Ducru-Beaucaillou, St.-Julien
- Cos Destournel, ora Château Cos d'Estournel, St.-Estèphe
- Montrose, ora Château Montrose, St.-Estèphe

#### Troisièmes Crus
- Kirwan, ora Château Kirwan, Cantenac-Margaux (Margaux)
- Château d'Issan, Cantenac-Margaux (Margaux)
- Lagrange, Château Lagrange, St.-Julien
- Langoa, ora Château Langoa-Barton, St.-Julien
- Giscours, ora Château Giscours, Labarde-Margaux (Margaux)
- St.-Exupéry, ora Château Malescot St. Exupéry, Margaux
- Boyd, ora
  - Château Cantenac-Brown, Cantenac-Margaux (Margaux)
  - Château Boyd-Cantenac, Margaux
- Palmer, ora Château Palmer, Cantenac-Margaux (Margaux)
- Lalagune, ora Château La Lagune, Ludon (Haut-Medoc)
- Desmirail, ora Château Desmirail, Margaux
- Dubignon, poi Château Dubignon, Margaux
- Calon, ora Château Calon-Ségur, St.-Estèphe
- Ferrière, ora Château Ferrière, Margaux
- Becker, ora Château Marquis d'Alesme Becker, Margaux

#### Quatrièmes Crus
- St.-Pierre, ora Château Saint-Pierre, St.-Julien
- Talbot, ora Château Talbot, St.-Julien
- Du-Luc, ora Château Branaire-Ducru, St.-Julien
- Duhart, ora Château Duhart-Milon, Pauillac
- Pouget-Lassale e Pouget, ora Château Pouget, Cantenac-Margaux (Margaux)
- Carnet, ora Château La Tour Carnet, St.-Laurent (Haut-Médoc)
- Rochet, ora Château Lafon-Rochet, St.-Estèphe
- Château de Beychevele, ora Château Beychevelle, St.-Julien
- Le Prieuré, ora Château Prieuré-Lichine, Cantenac-Margaux (Margaux)
- Marquis de Thermes, ora Château Marquis de Terme, Margaux

#### Cinquièmes Crus
- Canet, ora Château Pontet-Canet, Pauillac
- Batailley, ora
  - Château Batailley, Pauillac
  - Château Haut-Batailley, Pauillac
- Grand Puy, ora Château Grand-Puy-Lacoste, Pauillac
- Artigues Arnaud, ora Château Grand-Puy-Ducasse, Pauillac
- Lynch, ora Château Lynch-Bages, Pauillac
- Lynch Moussas, ora Château Lynch-Moussas, Pauillac
- Dauzac, ora Château Dauzac, Labarde (Margaux)
- Darmailhac, ora Château d'Armailhac, Pauillac
- Le Tertre, ora Château du Tertre, Arsac (Margaux)
- Haut Bages, ora Château Haut-Bages-Libéral, Pauillac
- Pédesclaux, ora Château Pédesclaux, Pauillac
- Coutenceau, ora Château Belgrave, St.-Laurent (Haut-Médoc)
- Camensac, ora Château de Camensac, St.-Laurent (Haut-Médoc)
- Cos Labory, ora Château Cos Labory, St.-Estèphe
- Clerc Milon, ora Château Clerc-Milon, Pauillac
- Croizet-Bages, ora Château Croizet Bages, Pauillac
- Cantemerle, ora Château Cantemerle, Macau (Haut-Médoc)

### I vini bianchi della Gironde

#### Premier Cru Supérieur
- Yquem, ora Château d'Yquem, Sauternes

#### Premier Crus
- Latour Blanche, ora Château La Tour Blanche, Bommes (Sauternes)
- Peyraguey, ora
  - Château Lafaurie-Peyraguey, Bommes (Sauternes)
  - Château Clos Haut-Peyraguey, Bommes (Sauternes)
- Vigneau, ora Château de Rayne-Vigneau, Bommes (Sauternes)
- Suduiraut, ora Château Suduiraut, Preignac (Sauternes)
- Coutet, ora Château Coutet, Barsac
- Climens, ora Château Climens, Barsac
- Bayle, ora Château Guiraud, Sauternes
- Rieusec, ora Château Rieussec, Fargues (Sauternes)
- Rabeaud, ora
  - Château Rabaud-Promis, Bommes (Sauternes)
  - Château Sigalas-Rabaud, Bommes (Sauternes)

#### Deuxième Crus
- Mìrat, ora Château de Myrat, Barsac
- Doisy, ora
  - Château Doisy Daëne, Barsac
  - Château Doisy-Dubroca, Barsac
  - Château Doisy-Védrines, Barsac
- Pexoto, ora parte dello Château Rabaud-Promis
- D'arche, ora Château d'Arche, Sauternes
- Filhot, ora Château Filhot, Sauternes
- Broustet Nérac, ora
  - Château Broustet, Barsac
  - Château Nairac, Barsac
- Caillou, ora Château Caillou, Barsac
- Suau, ora Château Suau, Barsac
- Malle, ora Château de Malle, Preignac (Sauternes)
- Romer, ora
  - Château Romer, Fargues (Sauternes)
  - Château Romer du Hayot,  Fargues (Sauternes)
- Lamothe, ora
  - Château Lamothe, Sauternes
  - Château Lamothe-Guignard, Sauternes